# Повість про Ґендзі

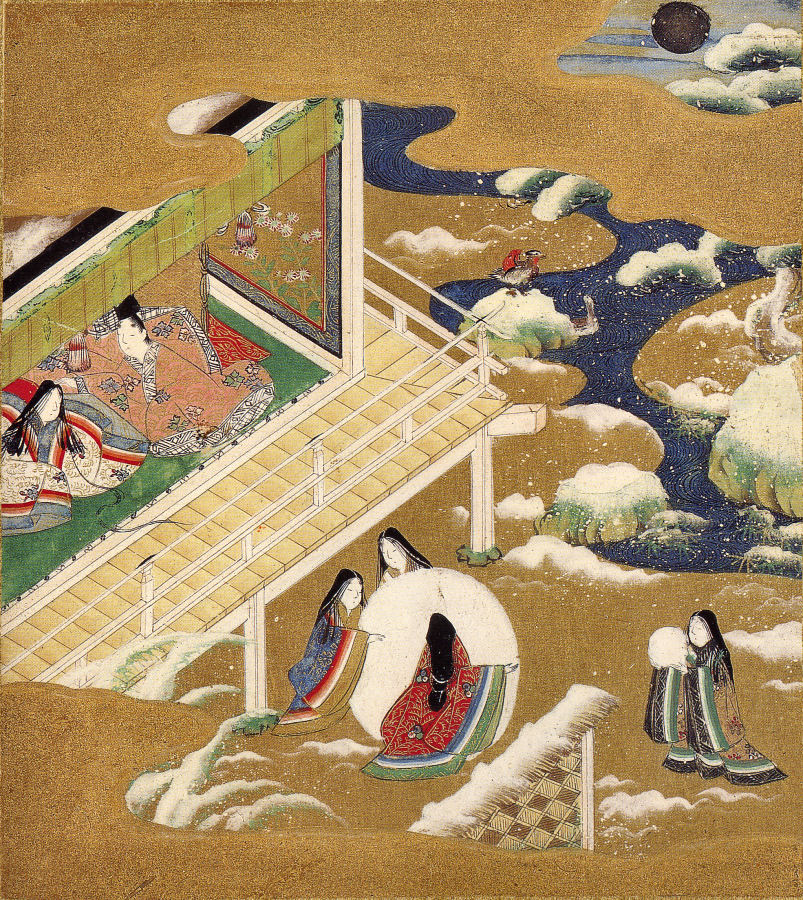
Ілюстрація Тоси Міцуокі (1617—1691) до 20 тому «Ґендзі моноґатарі».

«Повість про Ґендзі» (яп. 源氏物語, げんじものがたり, «Ґендзі моноґата́рі») — пам'ятка класичної японської літератури, ліричний твір жанру моноґатарі періоду Хей'ан. Створений між 1001 і 1005 роками. Складається з 54 розділів-сувоїв. Авторство приписують придворній пані, письменниці й поетесі Мурасакі Сікібу.
Основу твору складає розповідь про яскраві любовні пригоди принца Хікару Ґендзі та його муки в похилому віці як розплату за гріхи молодості. Повість проникнута популярними буддистськими ідеями того часу: невідворотністю карми і відповідальністю за скоєне в попередніх і теперішньому життях.
Згідно з оцінками літературознавців, є найкращим твором в жанрі моноґатарі, а також найбільшим шедевром японської літератури за обсягом, структурою, глибиною змісту та передачею душевних переживань персонажів. Повість справила величезний вплив на творчість письменників і поетів Японії пізніших часів.
Є обов'язковою для вивчення у японській середній і вищій школах на уроках державної мови.
Повість входить до Всесвітньої бібліотеки (список найбільш значущих творів світової літератури Норвезького книжкового клубу).

## Авторство

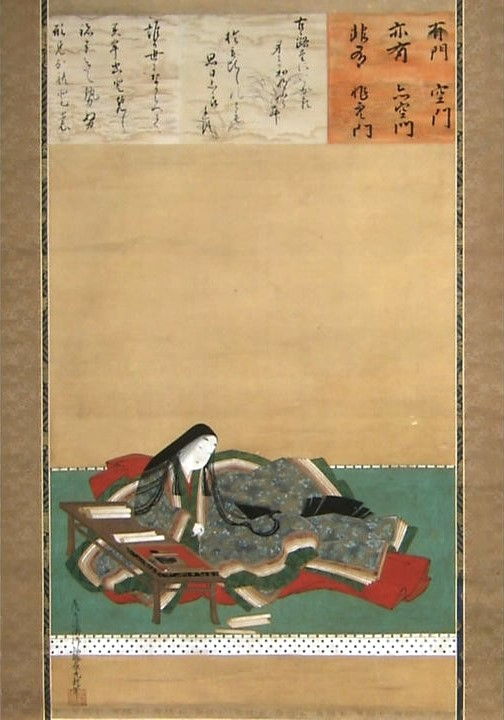
Мурасакі Сікібу, ілюстрація Тоси Міцуокі, який створив серію ілюстрацій «Повісті про Ґендзі» (17 століття)

Досі точаться суперечки про те, яку частину «Ґендзі» насправді написала Мурасакі Сікібу. Суперечки про авторство роману тривають століттями й навряд чи коли-небудь будуть вирішені, якщо не буде зроблено якогось великого архівного відкриття.
Загальноприйнято вважати, що повість була закінчена в її нинішньому вигляді до 1021 року, коли авторка «Сарасина Ніккі» зробила запис у щоденнику про свою радість від отримання повної копії повісті. Вона пише, що в повісті понад 50 розділів, і згадує про персонажа, введеного в кінці твору, отже, якщо інші автори, окрім Мурасакі, працювали над книгою, то робота була завершена дуже близько до часу її написання. У власному щоденнику Мурасакі є посилання на повість, і навіть застосування до себе імені «Мурасакі» в алюзії на головну героїню. Цей запис підтверджує, що частина, якщо не весь щоденник був доступний у 1008 році, коли внутрішні свідчення переконливо говорять про те, що цей запис був написаний.
Кажуть, що Мурасакі написала образ Ґендзі, взявши за основу міністр на лівому фланзі, коли вона була при дворі. Інші перекладачі, такі як Тайлер, вважають, що персонаж Мурасакі-но Уе, з якою одружується Ґендзі, створений на основі самої Мурасакі Сікібу.
Йосано Акіко, яка зробила перший сучасний японський переклад Ґендзі, вважала, що Мурасакі написала лише розділи з 1 по 33, а розділи з 35 по 54 написала її дочка Дайні но Санмі . Інші вчені також сумнівалися в авторстві розділів з 42 по 54, особливо 44, який містить помилки послідовності (в решті книги такі помилки рідкісні). Роял Тайлер пише, що комп'ютерний аналіз виявив «статистично значущі» розбіжності в стилі між розділами 45-54 та рештою, а також між ранніми розділами.

## Структура твору
Твір складається з 54 сувоїв. Глава «Перша зелень» має дві частини, розділ же «Приховування в хмарах» відомий тільки назвою. Сформована практика ділить повість на три частини:
1. Глави «Павільйон павловній» — «Листя гліциній» (33 сувоїв). Розповідь про життя Ґендзі з дитинства до зрілості. Подолавши труднощі, Ґендзі досягає вищого ступеня могутності.
2. Глави «Перша зелень» — «Чарівник-даос» (8 сувоїв). Розповідь про старість Ґендзі, що закінчується смертю героя.
3. Глави «Принц благоуханний» — «Плавучий міст мрій» (13 сувоїв). Розповідь про спадкоємців Ґендзі, головною героїнею якого є Укіфуне.

Поділ ґрунтується не тільки на змісті частин, а й також на різниці в стилі та методі викладу, що дало привід до сумнівів, що автором твору була одна людина. У різні часи твір ділився неоднаковими способами, наприклад, «Сувоїв Удзі» вважалися й одним розділом, і десятьма окремими сувоями. Досі однозначно не вирішено питання, в якому порядку слід розташовувати сувоїв. Це викликано тим, що сюжети сувоїв часто не пов'язані один з одним, і важко скласти повість у такому порядку, щоб він не містив хронологічних чи інших розбіжностей. Дослідники виявили, що окремі розділи є ключовими (мото-но маки), за допомогою них вибудовується стійка фабула твору, а інші являють собою побічні розділи (нами-но маки). Побічні розділи можуть заглиблюватися всередину основних сувоїв, більш детально розкриваючи її зміст, або ж можуть слугувати продовженням розказаної сюжетної лінії.

### Список сувоїв
| Сувій | Японська назва                | Українська назва          | Короткий переказ |
| ----- | ----------------------------- | ------------------------- | ---------------- |
| 1     | Kiritsubo (яп. 桐壺)          | Павільйон Павлоній        |                  |
| 2     | Hahakigi (яп. 帚木)           | Дерево-мітла              |                  |
| 3     | Utsusemi (яп. 空蝉)           | Пуста шкаралупа цикади    |                  |
| 4     | Yūgao (яп. 夕顔)              | Вечірній лик              |                  |
| 5     | Wakamurasaki (яп. 若紫)       | Юна Мурасакі              |                  |
| 6     | Suetsumuhana (яп. 末摘花)     | Шафран                    |                  |
| 7     | Momiji no Ga (яп. 紅葉賀)     | Свято червоних листків    |                  |
| 8     | Hana no En (яп. 花宴)         | Свято квітів              |                  |
| 9     | Aoi (яп. 葵)                  | Мальви                    |                  |
| 10    | Sakaki (яп. 榊)               | Священне дерево Сакакі    |                  |
| 11    | Hana Chiru Sato (яп. 花散里)  | Сад, де опадають квіти    |                  |
| 12    | Suma (яп. 須磨)               | Сума                      |                  |
| 13    | Akashi (яп. 明石)             | Акасі                     |                  |
| 14    | Miotsukushi (яп. 澪標)        | У прибережних буйків      |                  |
| 15    | Yomogiu (яп. 蓬生)            | В заростях полину         |                  |
| 16    | Sekiya (яп. 関屋)             | У застави                 |                  |
| 17    | E Awase (яп. 絵合)            | Співставлення картин      |                  |
| 18    | Matsukaze (яп. 松風)          | Вітер у соснах            |                  |
| 19    | Usugumo (яп. 薄雲)            | Хмара, яка тане           |                  |
| 20    | Asagao (яп. 朝顔)             | Ранкове обличчя           |                  |
| 21    | Otome (яп. 乙女)              | Юна дівчина               |                  |
| 22    | Tamakazura (яп. 玉鬘)         | Дорогоцінна нитка         |                  |
| 23    | Hatsune (яп. 初音)            | Перша пісня               |                  |
| 24    | Kochō (яп. 胡蝶)              | Метелики                  |                  |
| 25    | Hotaru (яп. 螢)               | Світлячки                 |                  |
| 26    | Tokonatsu (яп. 常夏)          | Вічне літо                |                  |
| 27    | Kagaribi (яп. 篝火)           | Нічні вогні               |                  |
| 28    | Nowaki (яп. 野分)             | Пронизливий поля          |                  |
| 29    | Miyuki (яп. 行幸)             | Високий виїзд             |                  |
| 30    | Fujibakama (яп. 藤袴)         | Лілові шаровари           |                  |
| 31    | Makibashira (яп. 真木柱)      | Кипарисовий стовп         |                  |
| 32    | Mume ga E (яп. 梅枝)          | Гілка сливи               |                  |
| 33    | Fuji no Uraba (яп. 藤裏葉)    | Листя гліциній            |                  |
| 34    | Wakana: Jō (яп. 若菜上)       | Перша зелень I            |                  |
| 35    | Wakana: Ge (яп. 若菜下)       | Перша зелень II           |                  |
| 36    | Kashiwagi (яп. 柏木)          | Дуб                       |                  |
| 37    | Yokobue (яп. 横笛)            | Флейта                    |                  |
| 38    | Suzumushi (яп. 鈴虫)          | Цвіркун-дзвіночок         |                  |
| 39    | Yūgiri (яп. 夕霧)             | Вечірній туман            |                  |
| 40    | Minori (яп. 御法)             | Великий закон             |                  |
| 41    | Maboroshi (яп. 幻)            | Чарівник-даос             |                  |
| X     | Kumogakure (яп. 雲隠)         | (Приховування в хмарах)   |                  |
| 42    | Niō Miya (яп. 匂宮)           | Принц благоуханний        |                  |
| 43    | Kōbai (яп. 紅梅)              | Червона слива             |                  |
| 44    | Takekawa (яп. 竹河)           | Бамбукова річка           |                  |
| 45    | Hashihime (яп. 橋姫)          | Діви біля мосту           |                  |
| 46    | Shī ga Moto (яп. 椎本)        | Під деревом сиї           |                  |
| 47    | Agemaki (яп. 総角)            | Потрійний вузол           |                  |
| 48    | Sawarabi (яп. 早蕨)           | Пагони папороті           |                  |
| 49    | Yadorigi (яп. 宿木)           | Плющ                      |                  |
| 50    | Azumaya (яп. 東屋)            | Бесідка                   |                  |
| 51    | Ukifune (яп. 浮舟)            | Човен на хвилях           |                  |
| 52    | Kagerō (яп. 蜻蛉)             | Поденки                   |                  |
| 53    | Tenarai (яп. 手習)            | Вправляючись у каліграфії |                  |
| 54    | Yume no Ukihashi (яп. 夢浮橋) | Плавучий міст сновидінь   |                  |

## Персонажі
- Ґендзі
- Леді Кіріцубо
- Імператор Кіріцубо
- Судзаку
- Леді Кокіден
- Фуджіцубо
- Омуйобу
- Лівий міністр
- Правий міністр
- То но Тюдзьо
- Аой
- Кі но Камі
- Ійо но Суке
- Уцусемі
- Чюджьо
- Коґімі
- Нокіба но Оґі
- Кореміцу
- Юґао
- Укон
- Леді Рокудзьо
- Мурасакі
- Шьонаґон
- Кітаяма но Амаґімі
- Принц Хьобу

## Танка, використані у творі
У романі використано 514 танка різних поетів епохи Хей'ан. Серед авторів: Фудзівара но Канесуке, Кі но Цураюкі, Ісе, Арівара Наріхіра, Мотойосі-сінно, Ошікочі но Міцуне, Мінамото Шітаґо, Саканоуе но Коренорі, Фуджвара но Коретада, Кі но Томонорі, Ума Куніхіто, Содзьо Хендзьо, Фудзівара но Наоіко, Сіроме, Соне Йосітада, Монобе Йосіна, Сосей, Фудзівара Санеакіра-сю, Сестра Оно но Коматі, Мати Мінамото-но Аріцуна, Ое но Чісато, Оварі-но Хаманусі, Фудзівара но Тосіюкі

## Переклади
Українською мовою твір був перекладений повністю 2022 року. У хрестоматії «Японська література» (2010) розміщено переклад глави «Вітер у соснах» Ю. В. Осадчої.
Видавництво «Фоліо» опублікувало переклад твору українською мовою в серії «Бібліотека світової літератури». У перекладі Івана Дзюба вийшли: Повість про Ґендзі. Книга 1, 1-20 розділи. (2018), Повість про Ґендзі. Книга 2. Розділи 21-38. (2020) та останні розділи 2022 року.
Англійською мовою роман перекладався п'ять разів: Суемацу Кентьо (1882), Артуром Вейлі (1926—1933), Едвардом Сайденстікером (1976), Гелен Маккаллоу (1994, уривки), Ройаллом Тайлером (2001).
Чеською мовою твір переклав Карел Фіала (чеськ. «Pribeh Prince Gendziho»).

## Екранізації

### Фільми
- Повість про Ґендзі (1951), режисер Кодзабуро Йосімура
- Нова повість про Ґендзі (1961), режисер Кадзуо Морі
- Повість про Ґендзі (1966), режисер Кон Ічікава
- Genji Monogatari: Sennen no Nazo / 源氏物語 千年の謎 (2011), режисер Ясуо Цурухасі

### Мультфільми
- Повість про Ґендзі (1987), аніме, режисер Гісабуро Сугії. Фільм не показує всію історію, а охоплює перші 12 глав.
- Genji Monogatari Sennenki (2009), аніме-серіал за мотивами твору режисера Осаму Дедзакі.

## Театральні постановки

### Опера
- За мотивами Повісті про Ґендзі була написана опера, написана протягом 1999 року композитором Мікі Мінору і вперше виконана в наступному році в оперному театрі Сент-Луїса. Лібрето англійською мовою написав Колін Грем, потім лібрето було перекладено японською.